# نوی دور کرولیوسکی
نوی دور کرولیوسکی (به لهستانی: Nowy Dwór Królewski) روستایی در ناحیه شمال-میانی لهستان است.روستا از ۱۹۹۶ دارای خطوط تلفن شده است و جمعیت آن بالغ بر ۱۹۰ نفر است.

## نگارخانه

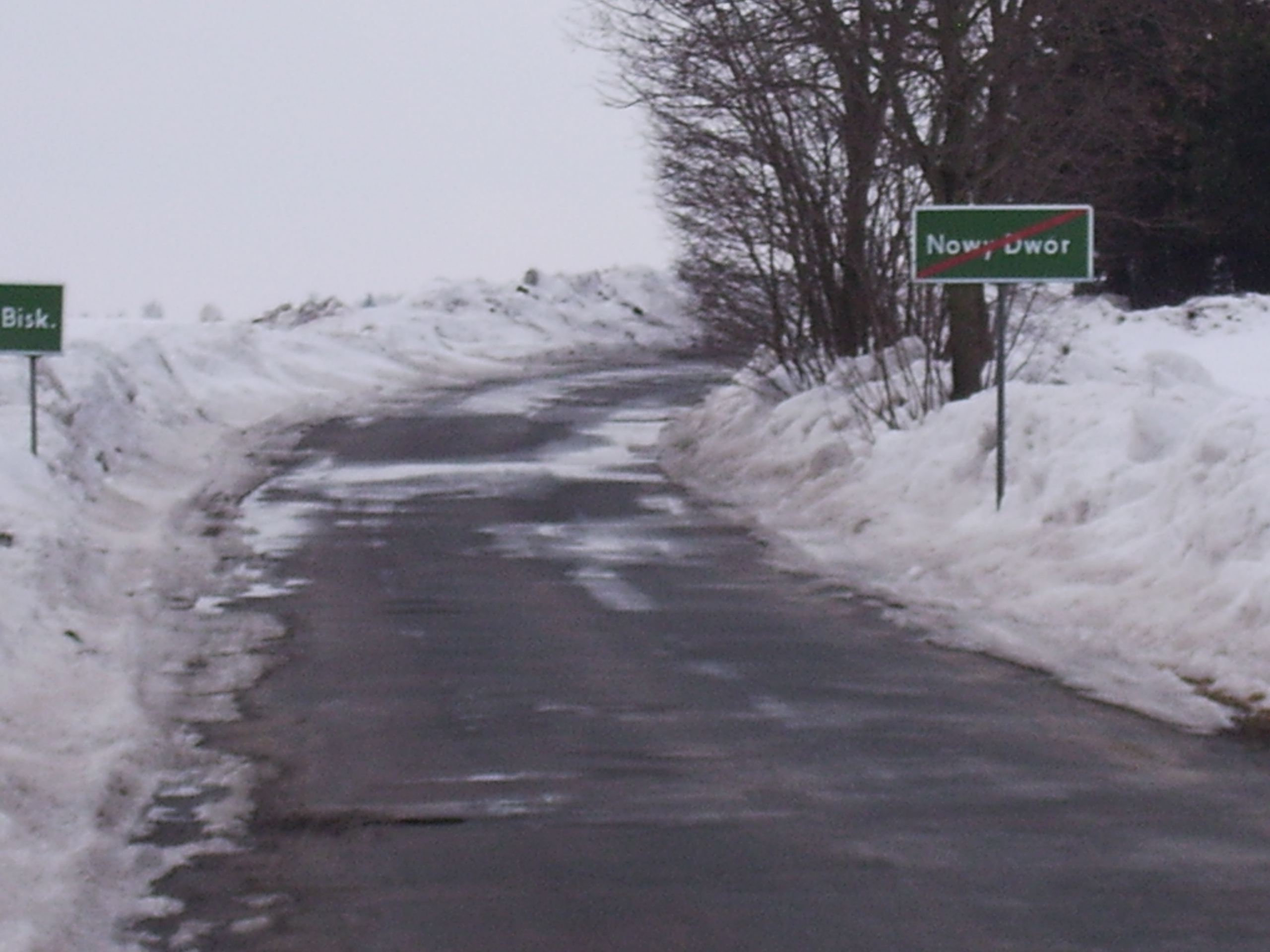
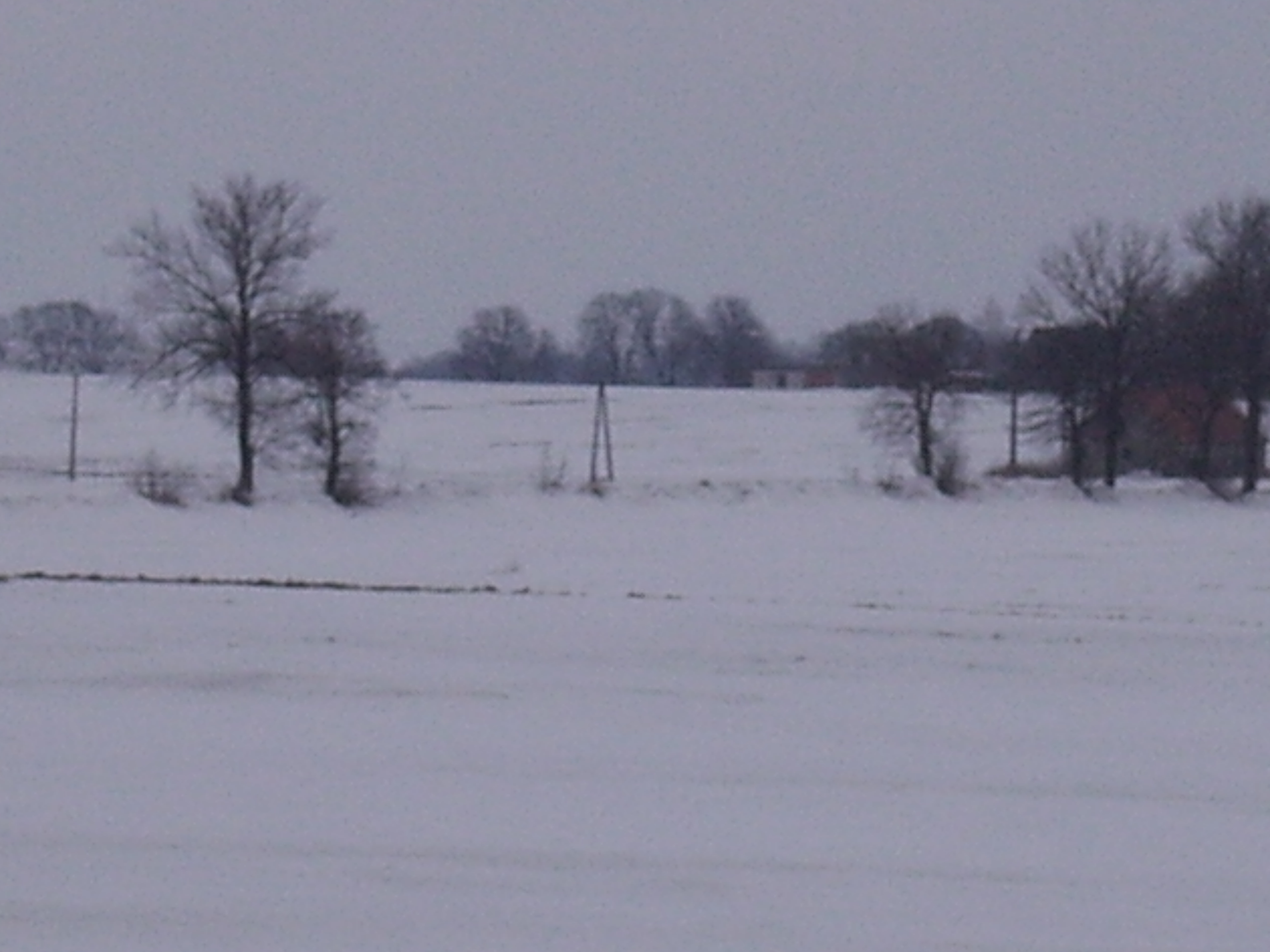
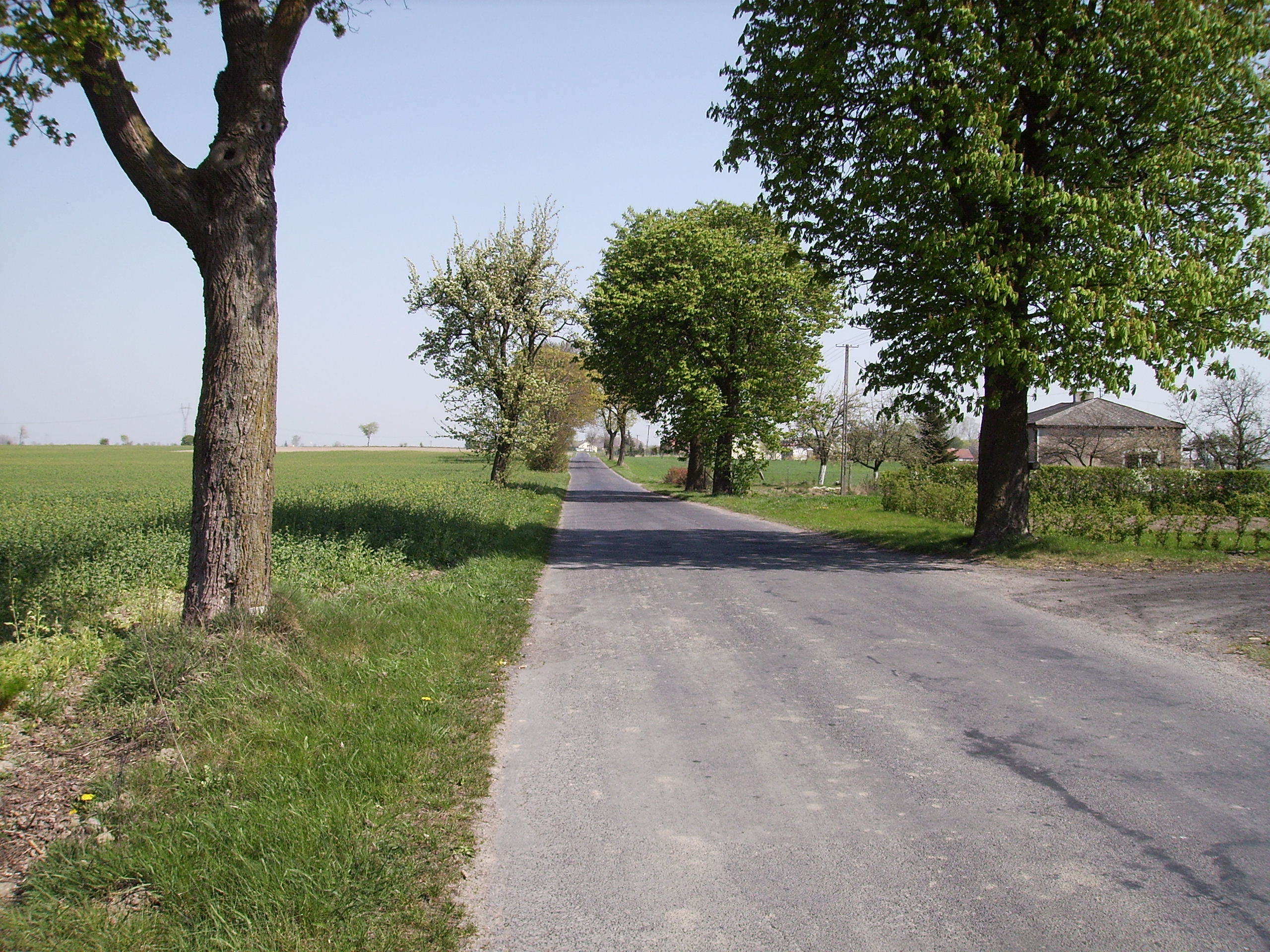
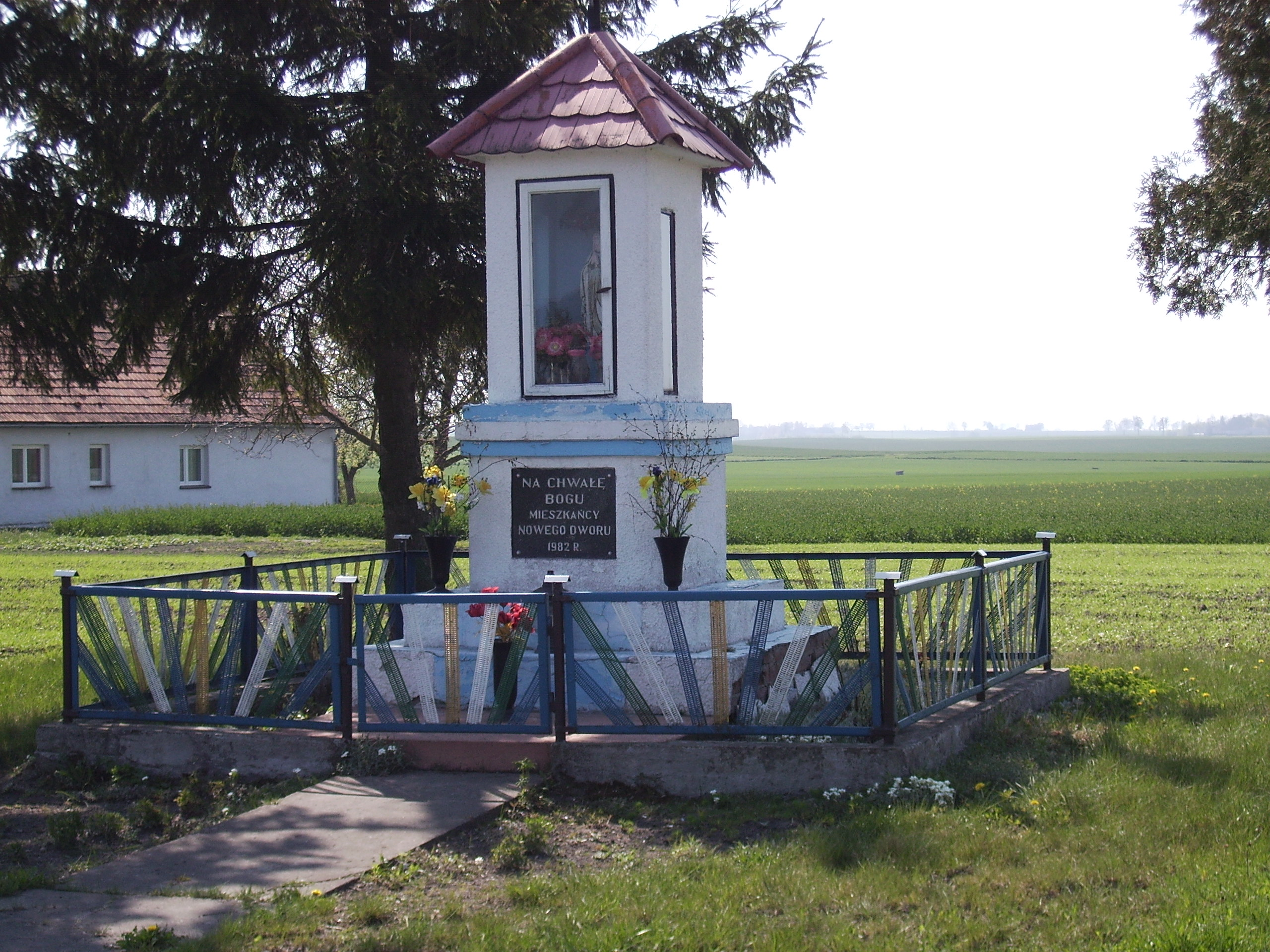
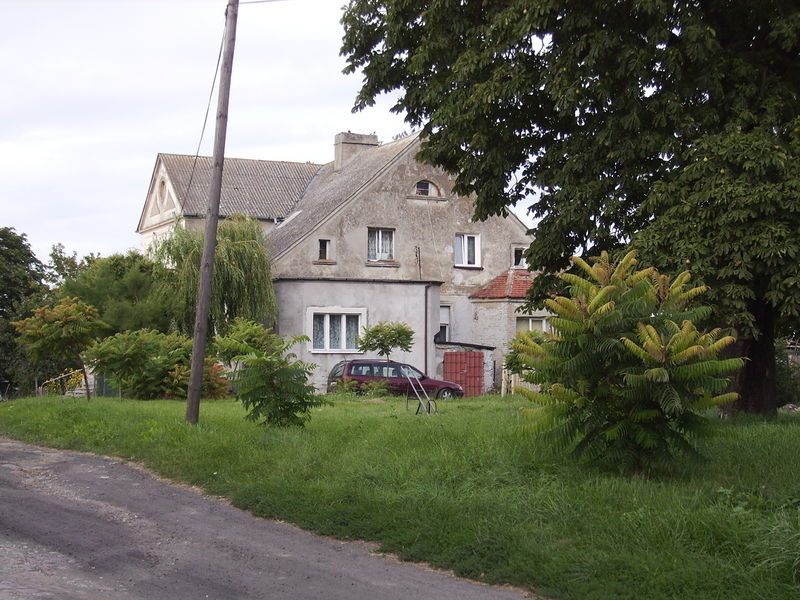
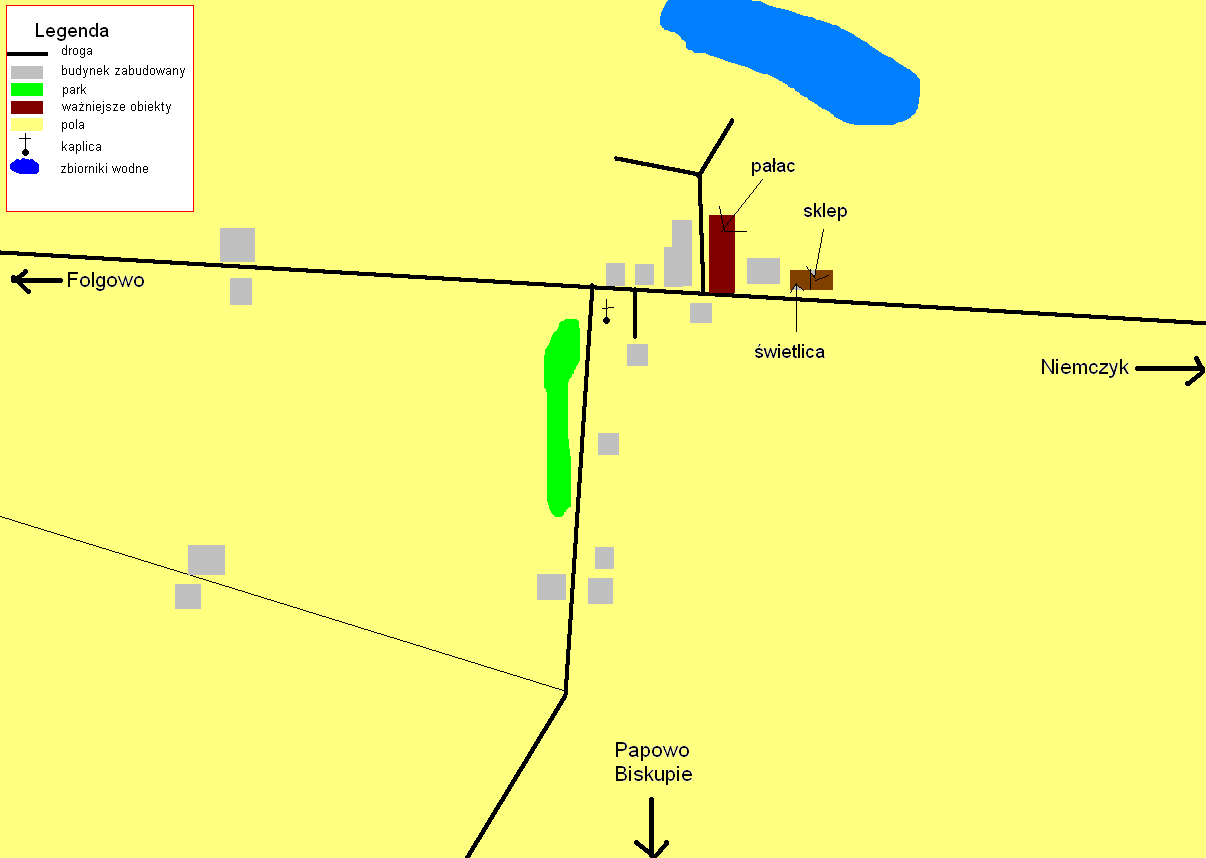
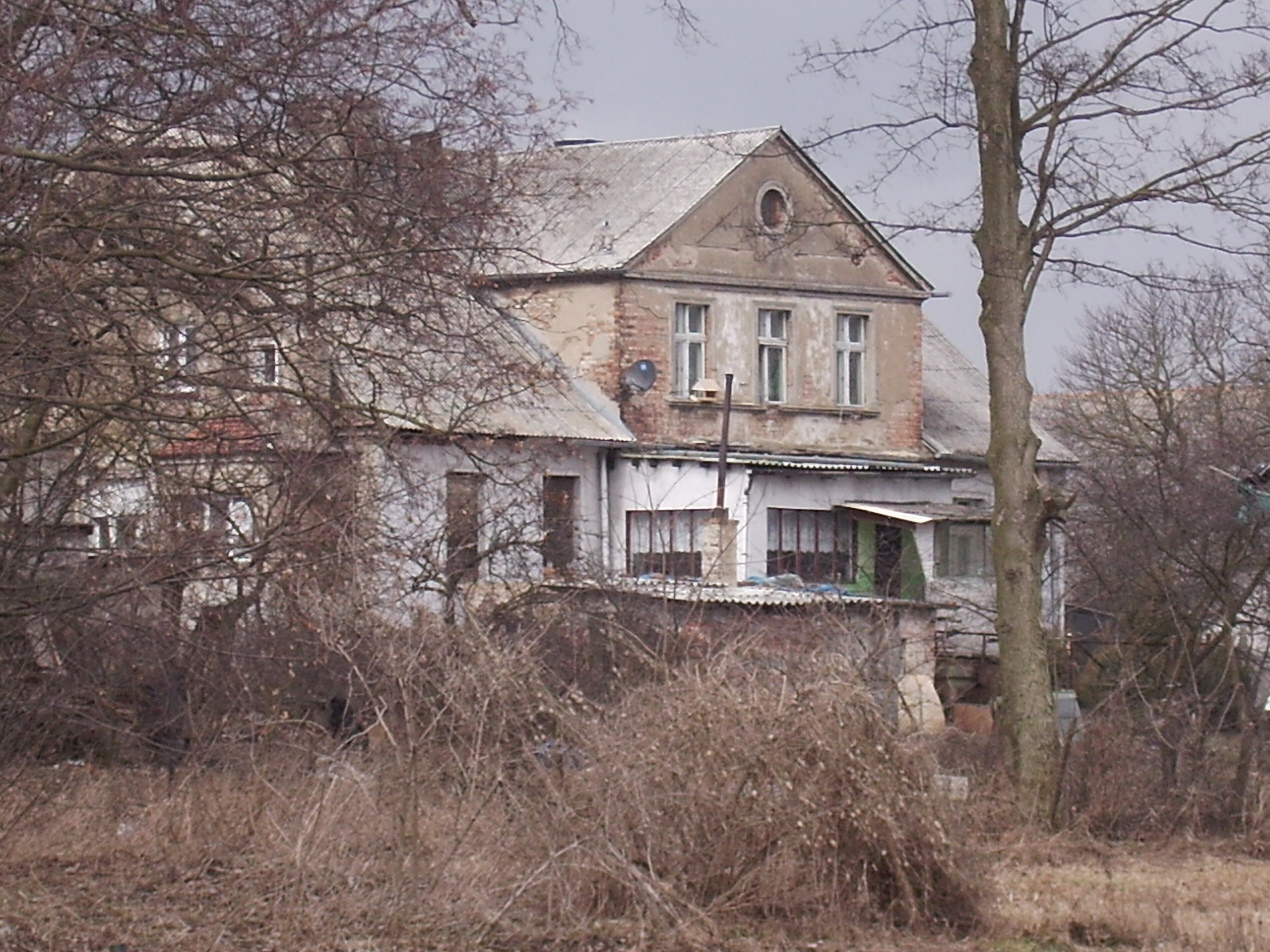
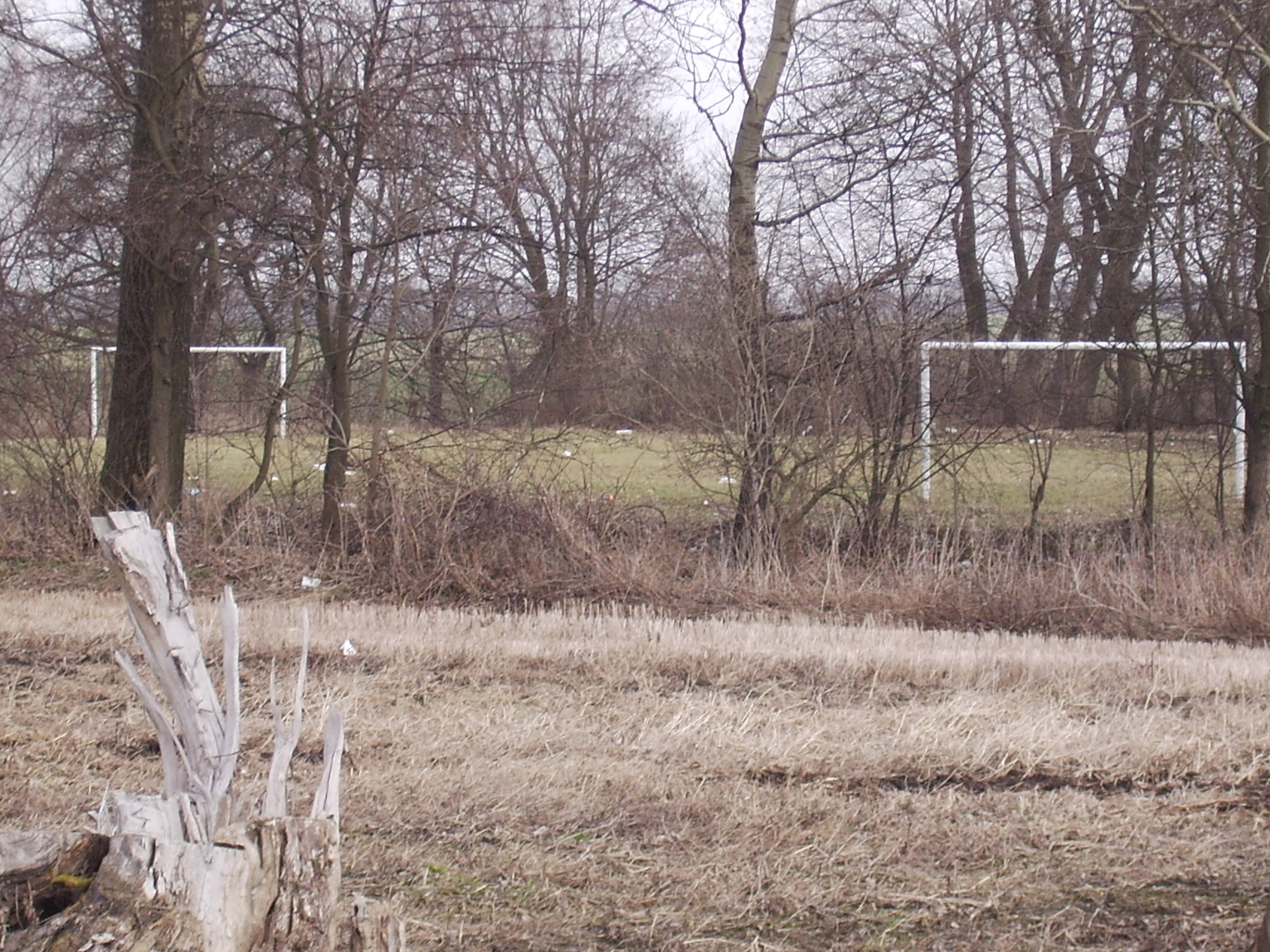
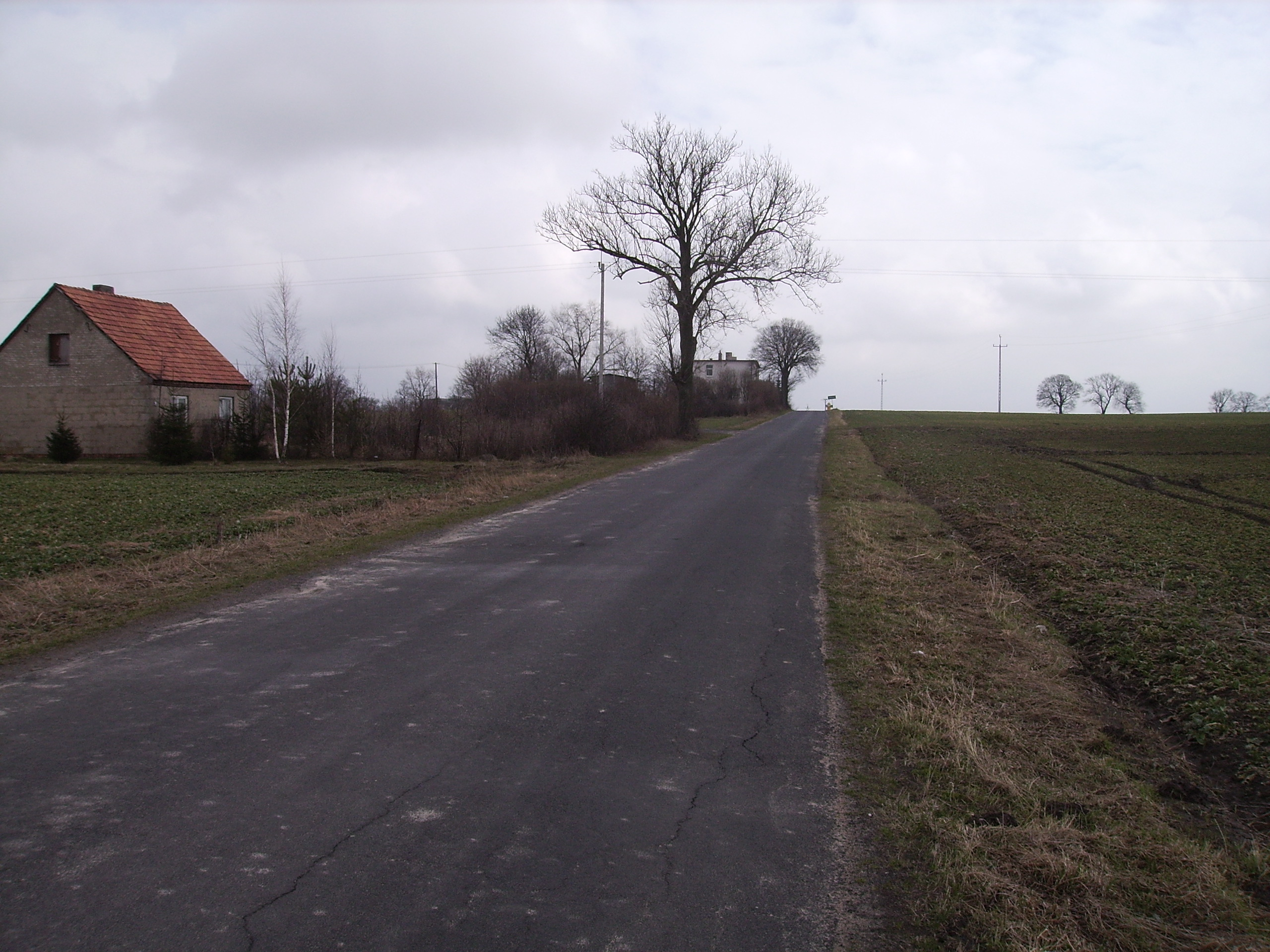
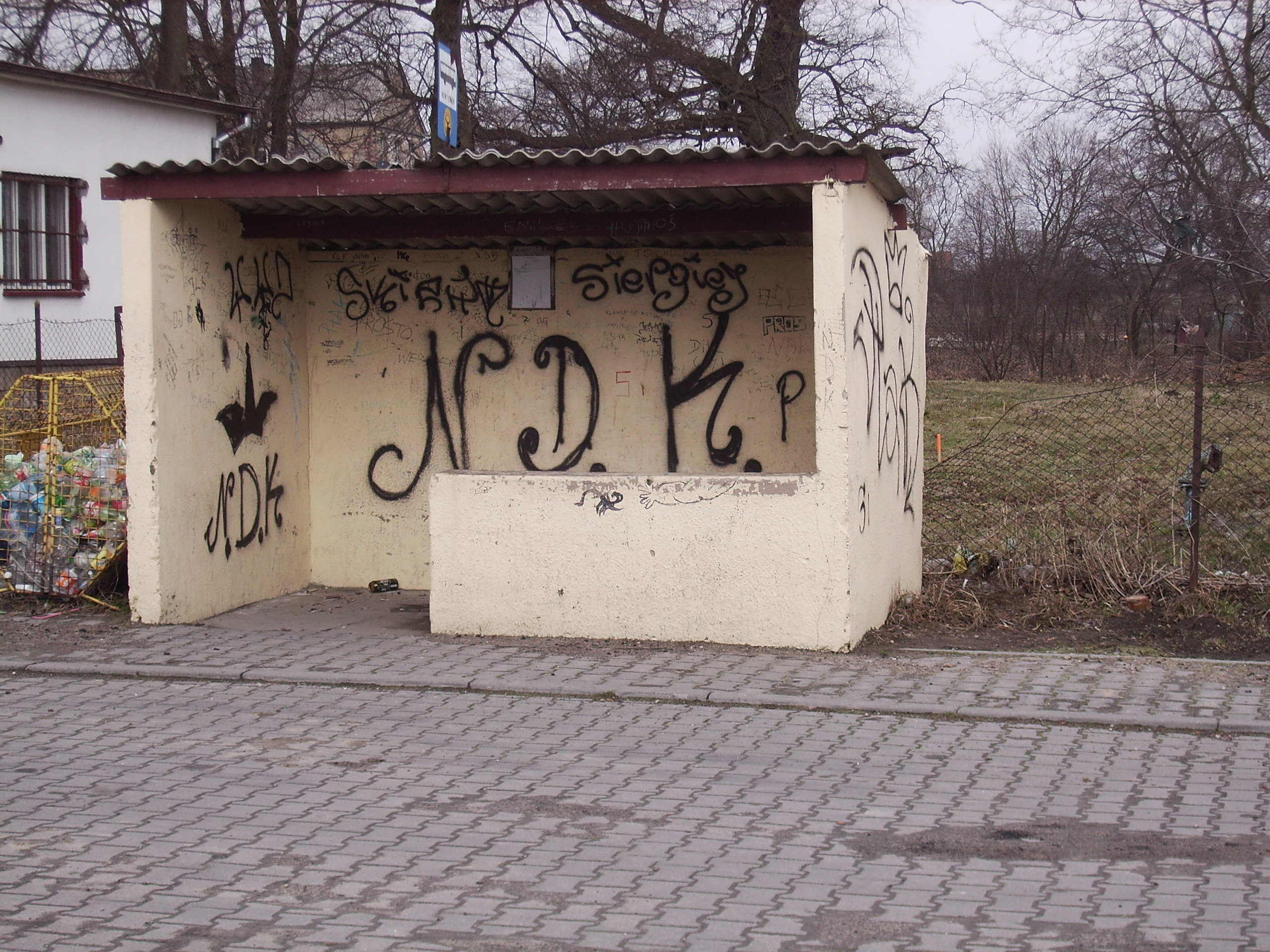